# Eccellenza Umbria 2022-2023
Il campionato italiano di calcio di Eccellenza regionale 2022-2023 è il trentaduesimo organizzato in Italia. Rappresenta il quinto livello del calcio italiano ed il maggiore in ambito regionale.
Questo è il girone unico organizzato dal Comitato Regionale dell'Umbria.

## Stagione

### Aggiornamenti
Fusioni:
- Massa Martana (Eccellenza Umbria) e Nuova Gualdo Bastardo (Prima Categoria Umbria girone C) in Atletico B.M.G.[1]

### Formula
In vista del ritorno a 16 partecipanti, previsto per il 2023-24, il Comitato Regionale Umbria, grazie ad una deroga concessa dalla LND, stabilì nel 2020, al momento dello stop dell'attività sportiva per la pandemia di Covid-19, che il ripristino del normale format del campionato, avvenisse in modo graduale (dalle 18 squadre del 2021-2022, alle 17 del 2022-2023). In conseguenza di ciò, anche in questa stagione il numero di retrocessioni in Promozione Umbria restano quattro (le ultime due classificate, più le due perdenti dei play out) in caso di nessuna od una retrocessione dalla Serie D, oppure cinque (16ª e 17ª, più perdenti semifinali e finale play out) in caso di due o più retrocessioni dalla Serie D.

## Squadre partecipanti
| Club                         | Città                                                                      | Stadio                                                                             | Stagione precedente                                  |
| ---------------------------- | -------------------------------------------------------------------------- | ---------------------------------------------------------------------------------- | ---------------------------------------------------- |
| Angelana                     | Santa Maria degli Angeli di Assisi (PG)                                    | Stadio Giuseppe Migaghelli                                                         | 14º posto in Eccellenza Umbria salva dopo i play out |
| Atletico B.M.G.              | Bastardo di Giano dell'Umbria (PG) Gualdo Cattaneo (PG) Massa Martana (PG) | Stadio Gianni Romoli (Bastardo) (1ª-17ª) Stadio Comunale (Massa Martana) (18ª-34ª) | 8º posto in Eccellenza Umbria                        |
| Branca                       | Branca di Gubbio (PG)                                                      | Campo Sportivo Parrocchiale Santa Barbara                                          | 12º posto in Eccellenza Umbria                       |
| C4                           | Foligno (PG)                                                               | Stadio XVI Giugno (Spello)                                                         | 1º posto in Promozione Umbria/B, promossa            |
| Cannara                      | Cannara (PG)                                                               | Stadio Alberto Spoletini                                                           | 17º posto in Serie D/E, retrocesso                   |
| Castiglione del Lago         | Castiglione del Lago (PG)                                                  | Stadio Roberto Giommoni                                                            | 10º posto in Eccellenza Umbria                       |
| Ellera                       | Ellera di Corciano (PG)                                                    | Stadio Gianfranco Fioroni                                                          | 4º posto in Eccellenza Umbria                        |
| Foligno                      | Foligno (PG)                                                               | Stadio Enzo Blasone                                                                | 15º posto in Serie D/E, retrocesso dopo il play out  |
| Lama                         | Lama di San Giustino (PG)                                                  | Stadio Polchi-Laurenzi                                                             | 2º posto in Eccellenza Umbria                        |
| Narnese                      | Narni (TR)                                                                 | Stadio Moreno Gubbiotti (sintetico)                                                | 3º posto in Eccellenza Umbria                        |
| Nestor                       | Marsciano (PG)                                                             | Stadio Alberto Checcarini                                                          | 7º posto in Eccellenza Umbria                        |
| Olympia Thyrus San Valentino | Terni                                                                      | Stadio Ovidio Laureti (sintetico)                                                  | 11º posto in Eccellenza Umbria                       |
| Pontevalleceppi              | Ponte Valleceppi di Perugia                                                | Stadio Giuliano Borgioni (sintetico)                                               | 5º posto in Eccellenza Umbria                        |
| Pontevecchio                 | Ponte San Giovanni di Perugia                                              | Stadio degli Ornari                                                                | 3° in Promozione Umbria/A, promossa dopo play off    |
| San Sisto                    | San Sisto di Perugia                                                       | Stadio Comunale (sintetico)                                                        | 9º posto in Eccellenza Umbria                        |
| Ventinella                   | Soccorso di Magione (PG)                                                   | Stadio Lamberto Ragni                                                              | 1º posto in Promozione Umbria/A, promosso            |
| Vivi Altotevere Sansepolcro  | Sansepolcro (AR)                                                           | Stadio Buitoni                                                                     | 6º posto in Eccellenza Umbria                        |

## Classifica finale
|  | Pos. | Squadra                      | Pt | G  | V  | N  | P  | GF | GS | DR  |
|  | ---- | ---------------------------- | -- | -- | -- | -- | -- | -- | -- | --- |
|  | 1.   | Vivi Altotevere Sansepolcro  | 65 | 32 | 19 | 8  | 5  | 56 | 37 | +19 |
|  | 2.   | Ellera                       | 64 | 32 | 18 | 10 | 4  | 59 | 36 | +23 |
|  | 3.   | San Sisto                    | 50 | 32 | 15 | 5  | 12 | 45 | 40 | +5  |
|  | 4.   | Branca                       | 45 | 32 | 12 | 9  | 11 | 46 | 39 | +7  |
|  | 5.   | Olympia Thyrus San Valentino | 45 | 32 | 10 | 15 | 7  | 42 | 40 | +2  |
|  | 6.   | Angelana                     | 45 | 32 | 10 | 15 | 7  | 35 | 30 | +5  |
|  | 7.   | Pontevalleceppi              | 45 | 32 | 11 | 12 | 9  | 43 | 46 | -3  |
|  | 8.   | C4                           | 44 | 32 | 11 | 11 | 10 | 39 | 31 | +8  |
|  | 9.   | Atletico B.M.G.              | 44 | 32 | 12 | 8  | 12 | 43 | 40 | +3  |
|  | 10.  | Lama                         | 43 | 32 | 11 | 10 | 11 | 48 | 44 | +4  |
|  | 11.  | Narnese                      | 43 | 32 | 10 | 13 | 9  | 32 | 35 | -3  |
|  | 12.  | Castiglione del Lago         | 42 | 32 | 10 | 12 | 10 | 40 | 36 | +4  |
|  | 13.  | Nestor                       | 34 | 32 | 7  | 13 | 12 | 38 | 44 | -6  |
|  | 14.  | Ventinella                   | 31 | 32 | 7  | 10 | 15 | 24 | 41 | -17 |
|  | 15.  | Foligno (-5)                 | 30 | 32 | 8  | 11 | 13 | 32 | 43 | -11 |
|  | 16.  | Pontevecchio                 | 26 | 32 | 6  | 8  | 18 | 29 | 48 | -19 |
|  | 17.  | Cannara                      | 25 | 32 | 5  | 10 | 17 | 25 | 46 | -21 |

Legenda:

      Promossa in Serie D 2023-2024.
      Ammessa ai play-off nazionali.
 Ammesse ai play-off o ai play-out.
      Retrocessa in Promozione Umbria 2023-2024.
Regolamento:

Tre punti a vittoria, uno a pareggio, zero a sconfitta.
In caso di pari merito per assegnare il 1º posto (promozione diretta) ed il 16º posto (retrocessione diretta) viene disputata una gara di spareggio in campo neutro.
In caso di arrivo di due o più squadre a pari punti, la graduatoria verrà stilata secondo la classifica avulsa tra le squadre interessate, che prevede in ordine i seguenti criteri: 
- Punti negli scontri diretti
- Differenza reti negli scontri diretti
- Differenza reti generale
- Reti realizzate in generale
- Sorteggio

Nei play off e nei play out vige il criterio dei 9 punti di distacco, soglia al di sopra della quale, la sfida non viene disputata e la squadra meglio classificata, a seconda dei casi, o accede alla fase successiva oppure ottiene la salvezza.
Note:

Il Castiglione del lago, finalista dei play out, ha acquisito il diritto al primo posto nella graduatoria dei ripescaggi ed è stato riammesso in Eccellenza in seguito alla rinuncia del San Sisto.
Il San Sisto ha rinunciato a fine stagione e non si è iscritto al campionato successivo.
Il Foligno è stato sanzionato con 5 punti di penalizzazione per irregolarità amministrative.

## Risultati

### Tabellone
Ogni riga indica i risultati casalinghi della squadra segnata a inizio della riga, contro le squadre segnate colonna per colonna (che invece avranno giocato l'incontro in trasferta). Al contrario, leggendo la colonna di una squadra si avranno i risultati ottenuti dalla stessa in trasferta, contro le squadre segnate in ogni riga, che invece avranno giocato l'incontro in casa.
|                      | ANG  | ATL  | BRA  | C4   | CAN  | CAS  | ELL  | FOL  | LAM  | NAR  | NES  | OLY  | PVC  | PON  | SAN  | VEN  | VAS  |
| -------------------- | ---- | ---- | ---- | ---- | ---- | ---- | ---- | ---- | ---- | ---- | ---- | ---- | ---- | ---- | ---- | ---- | ---- |
| Angelana             | –––– | 1-2  | 2-0  | 0-1  | 0-0  | 0-0  | 0-0  | 0-0  | 1-1  | 0-1  | 4-2  | 1-1  | 0-0  | 2-1  | 2-0  | 2-0  | 2-2  |
| Atletico BMG         | 4-1  | –––– | 1-0  | 0-2  | 1-0  | 1-0  | 1-2  | 3-0  | 1-1  | 0-0  | 1-1  | 4-2  | 1-3  | 3-1  | 5-1  | 3-0  | 0-0  |
| Branca               | 1-0  | 2-0  | –––– | 1-1  | 1-1  | 1-1  | 1-3  | 4-0  | 0-0  | 2-3  | 1-2  | 1-2  | 1-1  | 0-0  | 2-1  | 3-4  | 1-0  |
| C4                   | 0-2  | 2-1  | 1-0  | –––– | 1-2  | 1-1  | 0-2  | 0-1  | 1-0  | 0-0  | 1-1  | 0-1  | 0-1  | 4-0  | 1-2  | 2-1  | 4-4  |
| Cannara              | 1-2  | 2-0  | 0-1  | 0-0  | –––– | 2-2  | 1-4  | 0-2  | 3-1  | 1-1  | 0-0  | 2-3  | 1-1  | 0-2  | 1-0  | 1-2  | 0-2  |
| Castiglione del Lago | 1-2  | 4-2  | 1-1  | 2-1  | 1-0  | –––– | 3-0  | 0-1  | 1-2  | 0-2  | 3-1  | 1-1  | 1-1  | 0-0  | 2-2  | 1-0  | 1-2  |
| Ellera               | 3-1  | 3-3  | 4-3  | 1-1  | 2-1  | 1-1  | –––– | 1-0  | 0-1  | 0-0  | 2-0  | 2-1  | 4-2  | 1-0  | 2-1  | 0-0  | 3-2  |
| Foligno              | 2-2  | 2-0  | 1-1  | 0-2  | 1-1  | 1-1  | 2-1  | –––– | 1-2  | 0-1  | 0-1  | 0-0  | 0-1  | 2-4  | 1-3  | 0-0  | 1-5  |
| Lama                 | 1-1  | 0-0  | 0-3  | 2-0  | 0-0  | 2-1  | 3-4  | 0-0  | –––– | 2-1  | 2-2  | 1-1  | 2-1  | 1-2  | 1-2  | 1-2  | 2-3  |
| Narnese              | 1-1  | 1-2  | 1-1  | 0-2  | 2-1  | 0-2  | 2-2  | 1-1  | 0-4  | –––– | 3-1  | 0-2  | 0-1  | 2-1  | 0-0  | 0-1  | 1-1  |
| Nestor               | 0-0  | 1-0  | 1-2  | 2-2  | 4-1  | 1-2  | 1-3  | 2-3  | 1-3  | 0-0  | –––– | 0-0  | 2-2  | 1-0  | 1-1  | 2-0  | 1-1  |
| Olympia Thyrus SV    | 1-1  | 1-1  | 1-2  | 0-4  | 0-1  | 3-1  | 1-1  | 3-1  | 3-3  | 2-2  | 0-0  | –––– | 1-0  | 1-0  | 1-3  | 3-1  | 1-1  |
| Pontevalleceppi      | 2-2  | 1-0  | 3-4  | 0-0  | 1-0  | 0-1  | 0-4  | 2-2  | 2-0  | 2-1  | 3-3  | 1-1  | –––– | 2-2  | 2-5  | 1-0  | 2-1  |
| Pontevecchio         | 0-1  | 1-2  | 0-2  | 3-3  | 2-0  | 2-2  | 0-0  | 0-2  | 2-5  | 0-1  | 1-0  | 0-0  | 1-4  | –––– | 0-1  | 1-1  | 1-2  |
| San Sisto            | 1-1  | 4-1  | 1-0  | 0-0  | 4-0  | 1-0  | 1-2  | 0-4  | 1-3  | 1-2  | 1-0  | 2-1  | 2-0  | 0-1  | –––– | 0-1  | 2-3  |
| Ventinella           | 0-1  | 0-0  | 1-3  | 0-2  | 1-1  | 0-1  | 1-1  | 0-0  | 2-1  | 0-1  | 1-4  | 1-1  | 1-1  | 2-1  | 0-1  | –––– | 0-0  |
| V.A. Sansepolcro     | 1-0  | 1-0  | 2-1  | 1-0  | 2-1  | 2-1  | 2-1  | 2-1  | 2-1  | 3-3  | 1-0  | 2-3  | 2-0  | 1-0  | 1-2  | 2-1  | –––– |

## Spareggi
I play off non vengono disputati, in quanto la 2ª classificata ha inflitto alla 3ª classificata un distacco in classifica superiore ai 9 punti; ottenendo così l'ammissione diretta ai play off nazionali.

### Play-out
La 12ª classificata è stata ammessa direttamente alla finale dei play out, per aver inflitto alla 15ª classificata un distacco in classifica superiore ai 9 punti.

#### Tabellone
|  | Semifinali | Semifinali           | Semifinali           |              |   | Finale | Finale | Finale |  |
|  |            |                      |                      |              |   |        |        |        |  |
|  | 12         | Castiglione del Lago |                      |              |   |        |        |        |  |
|  | 12         | Castiglione del Lago |                      |              |   |        |        |        |  |
|  |            |                      |                      |              |   |        |        |        |  |
|  |            | 12                   | Castiglione del Lago | 1            |   |        |        |        |  |
|  |            |                      |                      | 1            |   |        |        |        |  |
|  |            |                      | 13                   | Nestor (dts) | 2 |        |        |        |  |
|  | 13         | Nestor               | 13                   | Nestor (dts) | 2 | 3      |        |        |  |
|  | 13         | Nestor               |                      |              |   |        |        |        |  |
|  | 14         | Ventinella           | 0                    |              |   |        |        |        |  |

#### Semifinale
|        | Risultato |            | Luogo e data              |
| ------ | --------- | ---------- | ------------------------- |
| Nestor | 3-0       | Ventinella | Marsciano, 14 maggio 2023 |
|        |           |            |                           |

#### Finale
|                      | Risultato |        | Luogo e data                         |
| -------------------- | --------- | ------ | ------------------------------------ |
| Castiglione del Lago | 1-2 (dts) | Nestor | Castiglione del Lago, 21 maggio 2023 |
|                      |           |        |                                      |